# Mahyadi Panggabean
Mahyadi Panggabean (provincia de Sumatra Septentrional, Indonesia, 8 de enero de 1982) es un exfutbolista de Indonesia que jugaba en las posiciones de defensa y extremo. Actualmente es entrenador asistente del Sriwijaya FC de la Liga 2 de Indonesia.

## Carrera

### Club
| Periodo   | Club             | Apariciones | Goles |
| --------- | ---------------- | ----------- | ----- |
| 1999−2000 | Persepsi Sibolga | 12          | 0     |
| 2000−2002 | PSTT Tapanuli    | 33          | 3     |
| 2002−2008 | PSMS Medan       | 118         | 25    |
| 2008−2010 | Persik Kediri    | 50          | 4     |
| 2010−2013 | Sriwijaya FC     | 60          | 2     |
| 2013–2014 | Gresik United    | 15          | 0     |
| 2014–2015 | Persela Lamongan | 20          | 0     |
| 2015–2016 | Persik Kediri    | 18          | 1     |
| 2021      | PS Palembang     | 10          | 0     |

### Selección nacional
Jugó para Indonesia en 20 ocasiones de 2004 a 2011 y anotó un gol el 8 de enero de 2005 en la derrota por 1-3 ante Singapur en Yakarta por la Copa Tigre 2004. Participó en la Copa Asiática 2007.

## Logros
- Indonesia Super League (1): 2011–12
- Indonesian Community Shield (1): 2010
- Indonesian Inter Island Cup (2): 2010, 2012
- Bang Yos Gold Cup (3): 2004, 2005, 2006